# Semiothisa syriacaria
Semiothisa syriacaria är en fjärilsart som beskrevs av Otto Staudinger 1901. Semiothisa syriacaria ingår i släktet Semiothisa och familjen mätare. Inga underarter finns listade i Catalogue of Life.